# Waga w Oudewater

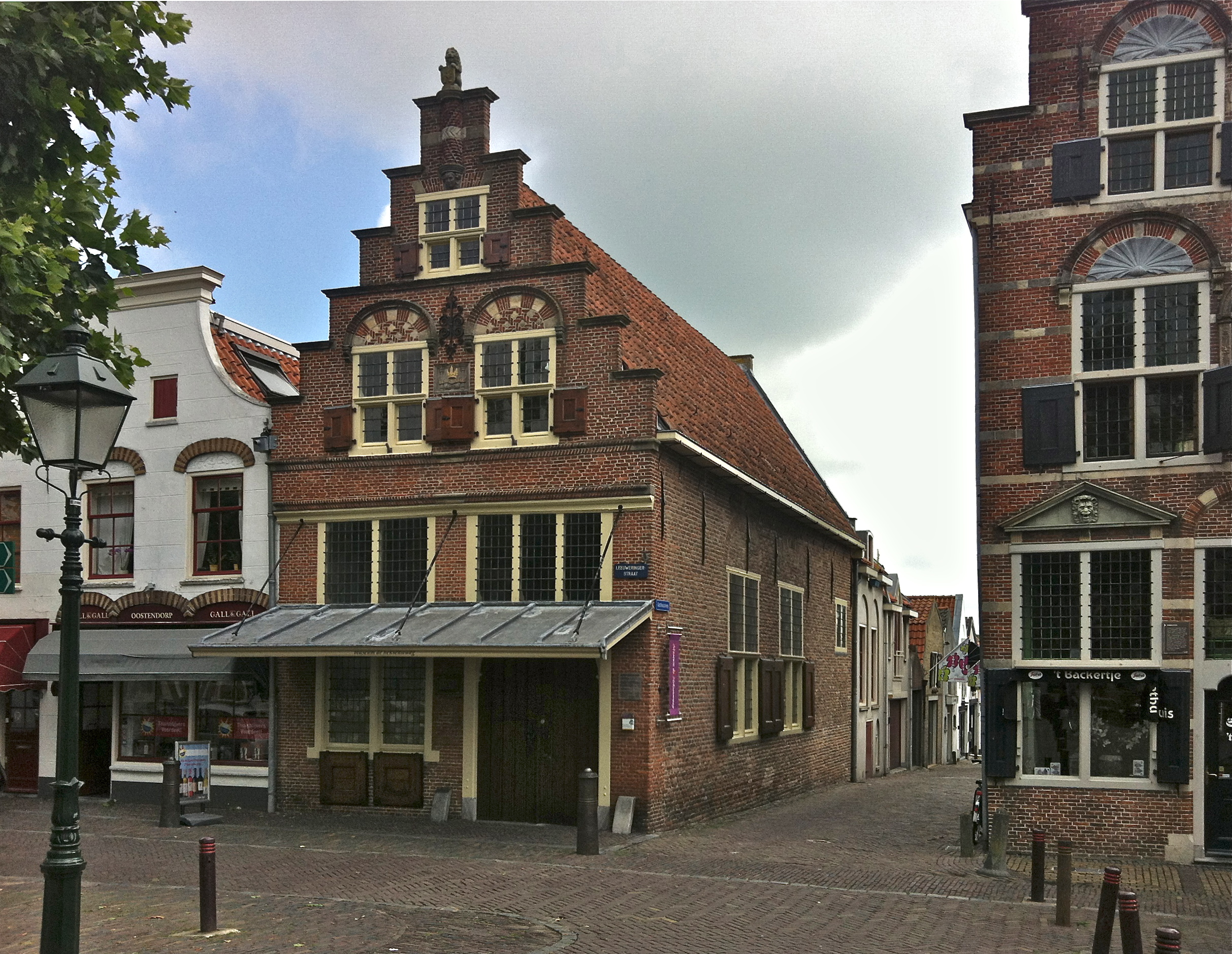
Budynek wagi w Oudewater

Waga w Oudewater – waga targowa znajdująca się w miejscowości Oudewater, leżącej jedenaście kilometrów od Utrechtu. Pierwotnie służyła do ważenia rzeczy sprzedawanych na targu, takich jak bele towarów, worki i sery. Potem zaczęto ją wykorzystywać do badania masy ciała osób posądzanych o uprawianie czarów. Czarownice rzekomo ważyły mniej, niż przeciętne osoby o danym wzroście i tuszy. Sprawdzanie wagi miało na celu wykazanie, że badana osoba ma ciężar odpowiedni do swojej postury, zatem nie para się czarami. Ważenie było poprzedzone rewizją osobistą, przeprowadzaną przez osobę tej samej płci co badany, czyli położną w przypadku kobiet i balwierza w przypadku mężczyzn. Badanym wystawiano oficjalny certyfikat.